# Villanueva de Gumiel
Villanueva de Gumiel ist ein Ort und eine zur bevölkerungsarmen Region der Serranía Celtibérica gehörende Gemeinde (municipio) mit 279 Einwohnern (Stand: 2024) im Süden der Provinz Burgos in der Autonomen Gemeinschaft Kastilien und León.

## Lage und Klima
Der Ort Villanueva de Gumiel liegt am Río Bañuelos in der Kastilischen Hochebene (meseta) ca. 79 km (Fahrtstrecke) südlich der Provinzhauptstadt Burgos bzw. gut 10 km nordöstlich der Stadt Aranda de Duero in einer Höhe von ca. 870 m. Das Klima ist gemäßigt bis warm; Regen (ca. 480 mm/Jahr) fällt übers Jahr verteilt.

## Bevölkerungsentwicklung
| Jahr      | 1857 | 1900 | 1950 | 2000 | 2018 |
| Einwohner | 377  | 621  | 614  | 304  | 278  |

Die Mechanisierung der Landwirtschaft und die Aufgabe bäuerlicher Kleinbetriebe haben seit den 1950er Jahren zu einem Mangel an Arbeitsplätzen und in der Folge zu einer Abwanderung eines Großteils der Bevölkerung in die Städte geführt (Landflucht).

## Wirtschaft
Die Region war jahrhundertelang nahezu ausschließlich zum Zweck der Selbstversorgung von der Landwirtschaft geprägt; große Bedeutung hatten auch die Viehzucht und der Weinbau. Haltbare oder haltbar gemachte Lebensmittel wie Getreide, Käse, Wurst etc. konnten auf den Märkten in Aranda de Duero getauscht oder verkauft werden; der Wein der Region wurde bis nach Mittel- und Nordeuropa verschifft. Die Gemeinde gehört heute zum Weinbaugebiet Ribera del Duero.

## Geschichte
Funde aus keltischer, römischer, westgotischer und selbst aus islamisch-maurischer Zeit wurden auf dem Gemeindegebiet bislang nicht gemacht. Wahrscheinlich gegen Ende des 9. Jahrhunderts wurde die Gegend von Diego Rodríguez Porcelos (reg. 873–885), dem zweiten Grafen Kastiliens und Gründer von Burgos zurückerobert (reconquista) und von seinen Nachfolgern wiederbesiedelt (repoblación). Die erste urkundliche Erwähnung des Ortsnamens stammt aus dem Jahr 1196.

## Sehenswürdigkeiten

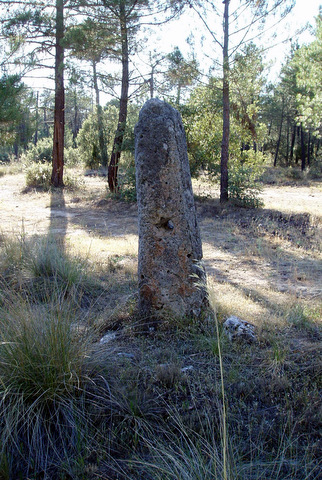
Menhir Mojón de la Pijotada

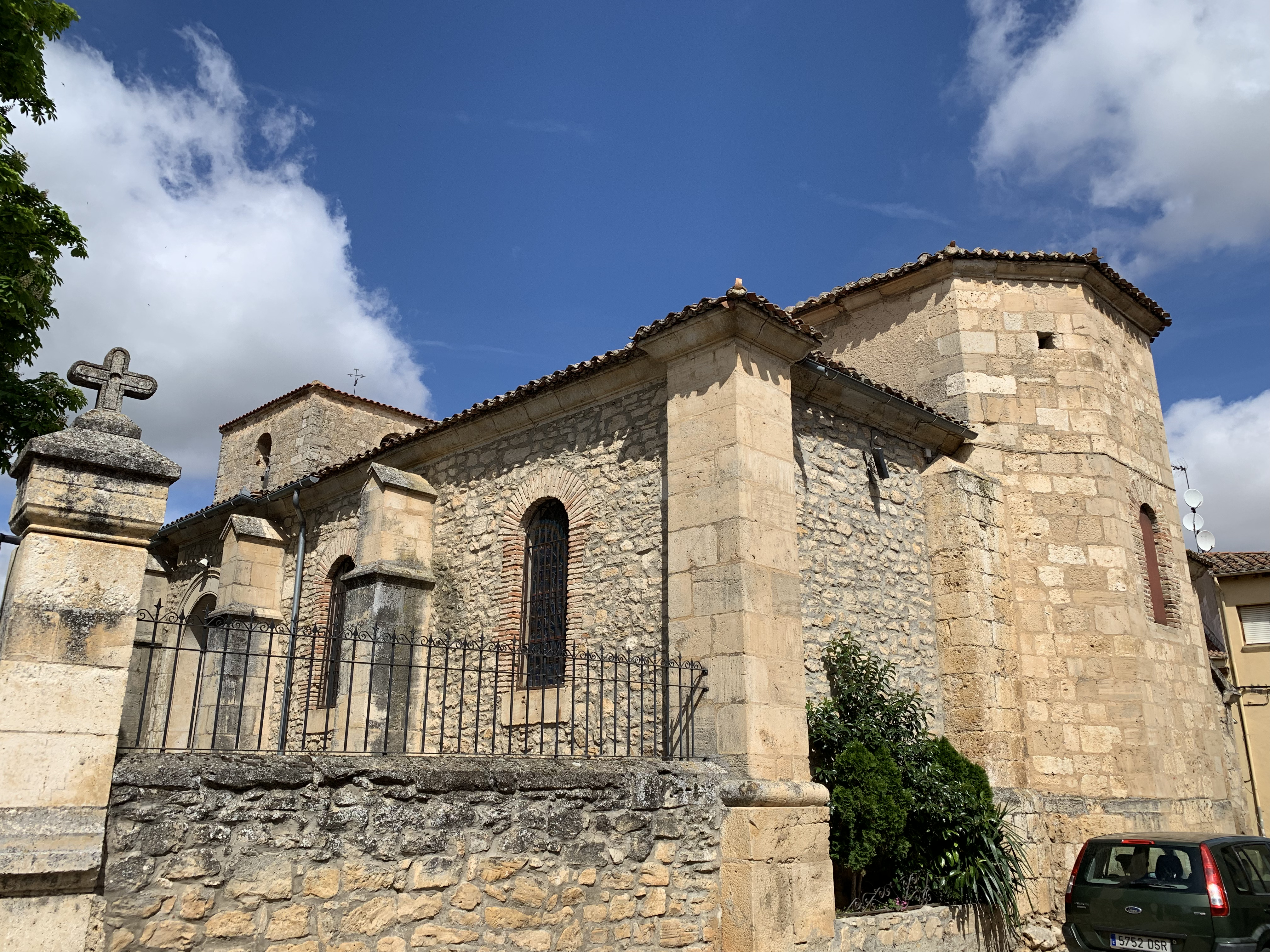
Iglesia de San Mamés

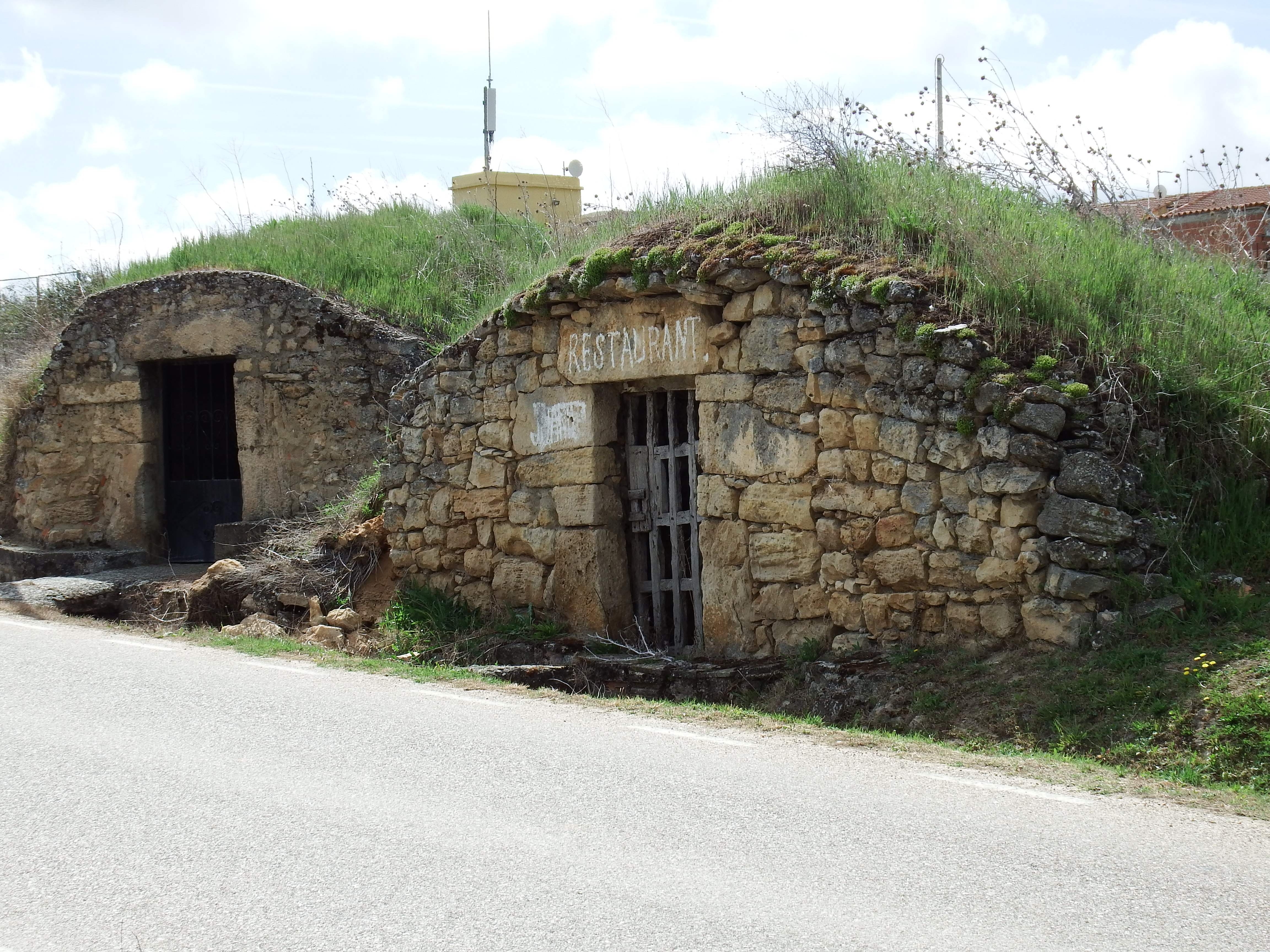
Bodegas

- Die im 18. oder 19. Jahrhundert nur in Teilen aus exakt behauenen Werksteinen erbaute zweischiffige Iglesia de San Mamés ist dem hl. Mamas von Kappadokien geweiht und steht an der Stelle eines zuvor abgerissenen mittelalterlichen Vorgängerbaus, dessen Bruchsteinmaterial jedoch augenscheinlich wiederverwendet wurde. Anders als bei anderen zweischiffigen Bauten wurden die beiden Kirchenschiffe zeitgleich errichtet. Der Glockenturm (campanario) ist nur wenig höher als die Kirche. Das vergoldete Altarretabel (retablo) und der Taufstein (pila bautismal) stammen noch aus dem Vorgängerbau.[6]

Umgebung
- Am Ortsrand befinden sich mehrere gemauerte und mit Erde und Gras bedeckte Steinkeller (bodegas).
- Zwei aufrecht stehende, augenscheinlich bearbeitete Menhire stehen in einem Wäldchen nahe der Ortschaft. Der kleinere der beiden hat eher das Aussehen einer oben abgerundeten Stele; der größere ist leicht konisch behauen.[7]
- Flussaufwärts überspannt eine dreibogige Steinbrücke den Río Bañuelos.